# 漫威电影宇宙电视剧
漫威电影宇宙电视剧（英語：Marvel Cinematic Universe television series）是建立在漫威电影宇宙的相关电视剧，與漫威电影宇宙系列电影處於共同的架空世界，该系列电视剧从2013年开始发布。
2010年，漫威成立漫威電視製作部門，為漫威電影宇宙的開發電視劇。漫威電視聯合ABC工作室共開發了12部電視劇，於ABC、Netflix、Hulu和Freeform播出。ABC系列衍生自漫威电影宇宙系列电影中的角色展開故事，亦稱為「漫威英雄」（Marvel Heroes）系列。Netflix系列稱為「漫威街頭英雄」（Marvel Street-Level Heroes）系列或「漫威騎士」（Marvel Knights）系列。青少年系列於Freeform和Hulu播出。2019年12月，在漫威電視併入漫威影業之前，Hulu正在開發恐懼之冒險系列。
2018年，漫威影業為迪士尼旗下的串流媒體平台Disney+開發開發限定劇集，至少有8部劇集正在製作開發。這些劇集以漫威電影宇宙中的「二級核心」人物為主角，在限定劇集中將爭取啟用在電影中出演相應角色的演員。Disney+劇集與電影的聯繫更加緊密，劇集中引入的新角色亦會出現於此後的電影之中。

## 開發
2010年6月，漫威成立漫威電視製作部門，為漫威電影宇宙的開發電視劇，傑夫·洛布擔任漫威電視主管。2013年9月，衍生影集《神盾局特工》正式於ABC首播，並成為漫威首部電視劇。ABC系列的第一部電視劇為《神盾局特工》，由2012年電影《復仇者聯盟》導演乔斯·温登開創，克拉克·格雷格領銜出演男主角菲爾·科爾森，於2013年至2020年播出。2015年8月，迪士尼收購漫威影業，凱文·費吉此後直接向華特迪士尼影業集團總裁艾倫·霍恩匯報，導致漫威電視部門與漫威影業缺少溝通，電視劇與電影之間的劇情聯動減少。
2018年9月，漫威影業為迪士尼旗下的串流媒體平台Disney+開發開發數部限定劇集，以漫威電影宇宙中的「二級核心」人物為主角。劇集將由漫威影業而非漫威電視製作，漫威影業總裁凱文·費吉也將親自參與每部劇集的開發。他將專注於劇集與電影之間的「故事連續性」，以及「協調」電影中的演員能夠出演相應的劇集。2019年8月，傑夫·洛布表示漫威電視將為漫威電影宇宙繼續開發新的電視劇。9月，漫威電視部門製作的多部電視劇被取消，潛在的項目也停止開發。10月，凱文·費吉被任命為漫威娛樂的首席創意官，兼管併入漫威影業的漫威電視。傑夫·洛布有意於2019年底離開漫威。2019年12月，漫威電視正式併入漫威影業。漫威電視停止開發新項目，傑夫·洛布仍然留在漫威，監管製作現存的電視劇。

## 漫威電視

### ABC系列
| 劇集           | 季數 | 集数 | 集数 | 首播日期      | 首播日期       | 首播日期 | 節目統籌                                    |
| 劇集           | 季數 | 集数 | 集数 | 首映          | 季终           | 电视网   | 節目統籌                                    |
| -------------- | ---- | ---- | ---- | ------------- | -------------- | -------- | ------------------------------------------- |
| 《神盾局特工》 | 1    | 22   | 22   | 2013年9月24日 | 2014年5月13日  | ABC      | 傑德·溫登＆茉莉莎·譚雀羅安＆傑佛瑞·貝爾     |
| 《神盾局特工》 | 2    | 22   | 22   | 2014年9月23日 | 2015年5月12日  | ABC      | 傑德·溫登＆茉莉莎·譚雀羅安＆傑佛瑞·貝爾     |
| 《神盾局特工》 | 3    | 22   | 22   | 2015年9月29日 | 2016年5月17日  | ABC      | 傑德·溫登＆茉莉莎·譚雀羅安＆傑佛瑞·貝爾     |
| 《神盾局特工》 | 4    | 22   | 22   | 2016年9月20日 | 2017年5月16日  | ABC      | 傑德·溫登＆茉莉莎·譚雀羅安＆傑佛瑞·貝爾     |
| 《神盾局特工》 | 5    | 22   | 22   | 2017年12月1日 | 2018年5月18日  | ABC      | 傑德·溫登＆茉莉莎·譚雀羅安＆傑佛瑞·貝爾     |
| 《神盾局特工》 | 6    | 13   | 13   | 2019年5月10日 | 2019年8月2日   | ABC      | 傑德·溫登＆茉莉莎·譚雀羅安＆傑佛瑞·貝爾     |
| 《神盾局特工》 | 7    | 13   | 13   | 2020年5月27日 | 2020年8月12日  | ABC      | 傑德·溫登＆茉莉莎·譚雀羅安＆傑佛瑞·貝爾     |
| 《卡特探員》   | 1    | 8    | 8    | 2015年1月6日  | 2015年2月24日  | ABC      | 塔拉·巴特斯＆蜜雪兒·法澤卡斯＆克里斯·丁格斯 |
| 《卡特探員》   | 2    | 10   | 10   | 2016年1月19日 | 2016年3月1日   | ABC      | 塔拉·巴特斯＆蜜雪兒·法澤卡斯＆克里斯·丁格斯 |
| 《異人族》     | 1    | 8    | 8    | 2017年9月29日 | 2017年11月10日 | ABC      | 史考特·巴克                                 |

2012年8月，ABC預訂了由喬斯·溫登、傑德·溫登與茉莉莎·譚雀羅蘭所撰寫的《神盾局特工》試播集，並將由喬斯·溫登執導。2014年1月，ABC娱乐集团总裁保罗·李证实该《卡特探員》正在開發中，並將由《美國隊長》與《美國隊長2：酷寒戰士》的編劇克里斯托弗·馬庫斯和斯蒂芬·馬菲力執筆。2016年5月，ABC取消了《卡特探員》。2016年11月，漫威宣佈製作《異人族》，於2018年5月取消。2019年7月，漫威宣佈《神盾局特工》的第七季為最終季。

### Netflix系列
| 劇集            | 季數 | 集数 | 集数 | 上線日期       | 上線日期       | 电视网  | 節目統籌                     |
| --------------- | ---- | ---- | ---- | -------------- | -------------- | ------- | ---------------------------- |
| 《夜魔俠》      | 1    | 13   | 13   | 2015年4月10日  | 2015年4月10日  | Netflix | 史蒂芬·S·迪奈特              |
| 《夜魔俠》      | 2    | 13   | 13   | 2016年3月18日  | 2016年3月18日  | Netflix | 道格·佩特里和馬可·拉米雷斯   |
| 《夜魔俠》      | 3    | 13   | 13   | 2018年10月19日 | 2018年10月19日 | Netflix | 埃里克·奧萊森                |
| 《傑西卡·瓊斯》 | 1    | 13   | 13   | 2015年11月20日 | 2015年11月20日 | Netflix | 梅麗莎·羅森堡                |
| 《傑西卡·瓊斯》 | 2    | 13   | 13   | 2018年3月8日   | 2018年3月8日   | Netflix | 梅麗莎·羅森堡                |
| 《傑西卡·瓊斯》 | 3    | 13   | 13   | 2019年6月14日  | 2019年6月14日  | Netflix | 梅麗莎·羅森堡和斯科特·雷諾茲 |
| 《盧克·凱奇》   | 1    | 13   | 13   | 2016年9月30日  | 2016年9月30日  | Netflix | 曹·霍達瑞·寇克               |
| 《盧克·凱奇》   | 2    | 13   | 13   | 2018年6月22日  | 2018年6月22日  | Netflix | 曹·霍達瑞·寇克               |
| 《鐵拳俠》      | 1    | 13   | 13   | 2017年3月17日  | 2017年3月17日  | Netflix | 史考特·巴克                  |
| 《鐵拳俠》      | 2    | 10   | 10   | 2018年9月7日   | 2018年9月7日   | Netflix | M·瑞文·梅兹纳                |
| 《捍衛者聯盟》  | 1    | 8    | 8    | 2017年8月18日  | 2017年8月18日  | Netflix | 馬可·拉米雷斯                |
| 《制裁者》      | 1    | 13   | 13   | 2017年11月17日 | 2017年11月17日 | Netflix | 史蒂夫·萊福特                |
| 《制裁者》      | 2    | 13   | 13   | 2019年1月18日  | 2019年1月18日  | Netflix | 史蒂夫·萊福特                |

2013年10月，漫威准备了4部影集與1部迷你劇，加起來共60集的電視系列提供给隨選視訊和有線電視，而Netflix、亞馬遜視頻與WGN America皆對此合作有興趣。2013年11月，迪士尼宣布夜魔俠、杰西卡·琼斯、鐵拳俠、盧克·凱奇與捍衛者聯盟的真人影集將提供给Netflix。2016年4月，漫威和Netflix订购《夜魔俠》的衍生劇《制裁者》。2019年2月，Netflix宣佈取消開發漫威劇集。2021年12月，「夜魔俠」與「金霸王」分別於《蜘蛛人：無家日》與《鷹眼》影集正式回歸漫威電影宇宙亮相。2022年2月，Netflix平台正式發布通知，本系列將於28日後全數下架。日後預計將回到Disney+播放。

### 青少年系列
| 劇集           | 季數 | 集数 | 集数 | 上線日期       | 上線日期       | 上線日期 | 節目統籌                     |
| 劇集           | 季數 | 集数 | 集数 | 首映           | 季终           | 电视网   | 節目統籌                     |
| -------------- | ---- | ---- | ---- | -------------- | -------------- | -------- | ---------------------------- |
| 《離家童盟》   | 1    | 10   | 10   | 2017年11月21日 | 2018年1月9日   | Hulu     | 喬什·施瓦茲和斯蒂芬妮·薩維治 |
| 《離家童盟》   | 2    | 13   | 13   | 2018年12月21日 | 2018年12月21日 | Hulu     | 喬什·施瓦茲和斯蒂芬妮·薩維治 |
| 《離家童盟》   | 3    | 10   | 10   | 2019年12月13日 | 2019年12月13日 | Hulu     | 喬什·施瓦茲和斯蒂芬妮·薩維治 |
| 《斗篷與匕首》 | 1    | 10   | 10   | 2018年6月7日   | 2018年8月2日   | Freeform | 喬·波卡斯基                  |
| 《斗篷與匕首》 | 2    | 10   | 10   | 2019年4月4日   | 2019年5月30日  | Freeform | 喬·波卡斯基                  |

漫威電視總裁傑夫·洛布在2011年聖地牙哥國際漫畫展上表示，漫威將根據漫威漫畫角色斗篷與匕首製作同名電視劇。2016年4月，有線電視網Freeform預訂電視劇《斗篷與匕首》。8月，漫威電視宣佈Hulu預訂電視劇《離家童盟》。2019年8月，漫威正式宣佈奧利維亞·霍爾特和奧伯利·喬瑟夫飾演的「匕首」坦迪·鮑恩和「斗篷」泰隆·強森將出現於《離家童盟》第三季。2019年11月，Freeform和Hulu各自宣佈取消《斗篷與匕首》和《離家童盟》。

### 恐懼之冒險系列
| 劇集         | 季數 | 集数 | 集数 | 上線日期       | 上線日期       | 上線日期 | 節目統籌        |
| 劇集         | 季數 | 集数 | 集数 | 首映           | 季终           | 电视网   | 節目統籌        |
| ------------ | ---- | ---- | ---- | -------------- | -------------- | -------- | --------------- |
| 《地獄風暴》 | 1    | 10   | 10   | 2020年10月16日 | 2020年10月16日 | Hulu     | 保羅·茲畢修斯基 |

2019年5月，漫威Netflix系列電視劇全部取消製作之後，Hulu預訂了漫威恐懼之冒險系列電視劇《惡靈戰警》和《地獄風暴》。《地獄風暴》由湯姆·奧斯滕和席德妮·李蒙（Sydney Lemmon）領銜出演戴蒙·赫爾斯壯和安娜·赫爾斯壯。2019年9月，由於創作分歧，製作方宣佈不再繼續製作《惡靈戰警》。

## 漫威影業

### 第四階段
| 劇集                  | 季數 | 集数 | 集数 | 上線日期       | 上線日期       | 上線日期 | 首席編劇        | 導演                                                         |
| 劇集                  | 季數 | 集数 | 集数 | 首映           | 季终           | 电视网   | 首席編劇        | 導演                                                         |
| --------------------- | ---- | ---- | ---- | -------------- | -------------- | -------- | --------------- | ------------------------------------------------------------ |
| 《汪達幻視》          | 1    | 9    | 9    | 2021年1月15日  | 2021年3月5日   | Disney+  | 潔克·薛佛       | 麥特·夏克曼                                                  |
| 《獵鷹與酷寒戰士》    | 1    | 6    | 6    | 2021年3月19日  | 2021年4月23日  | Disney+  | 麥爾坎·斯貝爾曼 | 卡莉·史考格蘭德                                              |
| 《洛基》              | 1    | 6    | 6    | 2021年6月9日   | 2021年7月14日  | Disney+  | 麥可·沃爾德倫   | 凱特·赫倫                                                    |
| 《無限可能：假如…？》 | 1    | 9    | 9    | 2021年8月11日  | 2021年10月6日  | Disney+  | A·C·布拉德利    | 布萊恩·安德魯斯                                              |
| 《鷹眼》              | 1    | 6    | 6    | 2021年11月24日 | 2021年12月22日 | Disney+  | 喬納森·伊格拉   | 瑞斯·湯瑪斯 伯特＆伯蒂                                       |
| 《月光騎士》          | 1    | 6    | 6    | 2022年3月30日  | 2022年5月4日   | Disney+  | 傑瑞米·史列特   | 穆罕默德·迪亞布 賈斯汀·班森＆亞倫·穆赫德                     |
| 《驚奇少女》          | 1    | 6    | 6    | 2022年6月8日   | 2022年7月13日  | Disney+  | 碧莎·K·阿里     | 阿迪爾·艾爾·阿比＆畢拉爾·法拉 莎敏·奧巴伊德-奇諾伊 蜜拉·梅農 |
| 《律師女浩克》        | 1    | 9    | 9    | 2022年8月18日  | 2022年10月13日 | Disney+  | 高揚            | 凱特·寇伊若 阿努·瓦利亞                                      |

2018年9月，報道稱漫威影業正在為該平台開發幾個限定劇集，以漫威電影宇宙中的「二級核心」人物為主角，因為漫威不太可能製作以他們為主角的個人電影。在限定劇集中將爭取啟用在電影中出演相應角色的演員。劇本故事仍在創作中，每個系列預計製作6至8集，並且有比肩大製作項目的足夠預算。劇集將由漫威影業而非漫威電視製作，漫威影業總裁凱文·費吉也將親自參與每部劇集的開發。2019年3月，凱文·費吉進一步解釋稱，與漫威電視此前開發製作的電視劇不同，Disney+劇集與電影的聯繫更加緊密，劇集中引入的新角色可能會出現於此後的電影之中。2019年7月，凱文·費吉在聖地牙哥國際漫畫展宣佈開啟第四階段，公佈第四階段中所包括的電視劇依次為《汪達幻視》、《獵鷹與酷寒戰士》、《洛基》、《無限可能：假如…？》和《鷹眼》。8月，在迪士尼D23博覽會上，凱文·費吉宣佈第四階段還包括《驚奇少女》、《月光騎士》和《女浩克》。每部劇集的預算達到1億至1.5億美元。2020年12月，凱文·費吉宣佈第四階段還包括《星際異攻隊假日特輯》、《秘密入侵》、《鋼鐵心》和《裝甲戰爭》。2021年2月，漫威宣佈開發設定於虛構國家瓦干達的影集，影集由《黑豹》和《黑豹2》的編劇兼導演瑞恩·庫格勒開創。

#### 特別節目
| 特輯                      | 上線日期       | 導演          | 編劇                                                      |
| ------------------------- | -------------- | ------------- | --------------------------------------------------------- |
| 《暗夜狼人》              | 2022年10月7日  | 麥可·吉亞奇諾 | 希瑟·奎恩（Heather Quinn）＆ 彼得·卡梅隆（Peter Cameron） |
| 《星際異攻隊 聖誕特別篇》 | 2022年11月25日 | 詹姆斯·岡恩   | 詹姆斯·岡恩                                               |

### 第五階段
| 劇集                     | 季數 | 集数 | 集数 | 上線日期       | 上線日期       | 上線日期     | 首席編劇          | 導演                                                    |
| 劇集                     | 季數 | 集数 | 集数 | 首映           | 季终           | 电视网       | 首席編劇          | 導演                                                    |
| ------------------------ | ---- | ---- | ---- | -------------- | -------------- | ------------ | ----------------- | ------------------------------------------------------- |
| 《秘密入侵》             | 1    | 6    | 6    | 2023年6月21日  | 2023年7月26日  | Disney+      | 凱爾·布萊斯特里特 | 托馬斯·伯祖查  阿里·薩利姆    |
| 《洛基》                 | 2    | 6    | 6    | 2023年10月5日  | 2023年11月9日  | Disney+      | 艾瑞克·馬丁       | 賈斯汀·班森  亞倫·穆赫德                   |
| 《無限可能：假如…？》    | 2    | 9    | 9    | 2023年12月22日 | 2023年12月30日 | Disney+      | A·C·布拉德利      | 布萊恩·安德魯斯                                         |
| 《無限可能：假如…？》    | 3    | 8    | 8    | 2024年12月22日 | 2024年12月29日 | Disney+      | 馬修·昌西         | 布萊恩·安德魯斯                                         |
| 《迴聲》                 | 1    | 5    | 5    | 2024年1月9日   | 2024年1月9日   | Disney+ Hulu | 瑪麗恩·戴爾       | 席德妮·費蘭  卡特琳娜·麥肯齊  |
| 《阿嘉莎：無所不在》     | 1    | 9    | 9    | 2024年9月18日  | 2024年10月30日 | Disney+      | 潔克·薛佛         | 潔克·薛佛 占賈·蒙泰羅                                   |
| 《蜘蛛人：你的友好鄰居》 | 1    | 10   | 10   | 2025年1月25日  | 2025年2月19日  | Disney+      | 傑夫·川默         | 梅尔·茨维尔 丽莎·辛格 斯图尔特·利文斯顿                 |
| 《夜魔俠：重生》         | 1    | 9    | 9    | 2025年3月4日   | 2025年4月15日  | Disney+      | ·和·奧德          | 賈斯汀·班森 亞倫·穆赫德                                 |
| 《鋼鐵心》               | 1    | 6    | 6    | 2025年6月24日  | 2025年7月1日   | Disney+      | 齊娜卡·霍奇       | 山姆·貝利  安吉拉·巴恩斯 [ 88 ]            |

### 第六階段
| 劇集                   | 季數 | 集数 | 集数 | 上線日期      | 上線日期      | 首席編劇      | 導演                 | 狀態     |
| 劇集                   | 季數 | 集数 | 集数 | 首映          | 季终          | 首席編劇      | 導演                 | 狀態     |
| ---------------------- | ---- | ---- | ---- | ------------- | ------------- | ------------- | -------------------- | -------- |
| 《瓦干達之眼》         | 1    | 4    | 4    | 2025年8月27日 | 2025年8月27日 | 托德·哈裏斯   | 托德·哈裏斯          | 製作中   |
| 《喪屍英雄》           | 1    | 4    | 4    | 2025年10月3日 | 待定          | 贊伯·威爾斯   | 布萊恩·安德魯斯      | 製作中   |
| 《神力人》             | 1    | 8    | 8    | 2025年12月    | 待定          | 安德魯·蓋斯特 | 德斯汀·丹尼爾·克雷頓 | 後期製作 |
| 《夜魔俠：重生》       | 2    | 8    | 8    | 2026年3月     | 待定          | 待定          | 待定                 | 後期製作 |
| 《幻視探索》           | 1    | 8    | 8    | 2026年        | 待定          | 潔克·薛佛     | 待定                 | 拍攝中   |
| 《你的友善鄰居蜘蛛人》 | 2    | 待定 | 待定 | 2026年        | 待定          | 傑夫·川默     | 待定                 | 製作中   |

### 未來計劃
| 劇集                 | 季數 | 集数 | 集数 | 上線日期 | 上線日期 | 首席編劇  | 導演 | 狀態   |
| 劇集                 | 季數 | 集数 | 集数 | 首映     | 季终     | 首席編劇  | 導演 | 狀態   |
| -------------------- | ---- | ---- | ---- | -------- | -------- | --------- | ---- | ------ |
| 《蜘蛛人：二年級生》 | 3    | 待定 | 待定 | 待定     | 待定     | 傑夫·川默 | 待定 | 製作中 |

## 備註
1. ↑  如劇集《汪達幻視》與電影《奇異博士2：失控多重宇宙》
2. ↑  如劇集《驚奇少女》與電影《驚奇隊長2》
3. ↑  《異人族》的前兩集於2017年9月1日在IMAX影院首映，共上映兩個星期。隨後於9月29日在ABC電視台首播[19]。
4. ↑  Netflix系列影集于2022年2月28日全数下架，并于2022年3月16日上线Disney+[28]。
5. ↑  2019年12月，漫威調整製作架構，漫威電視併入漫威影業，《地獄風暴》的製作公司改為漫威影業，仍由原漫威電視的監製主導製作[15]。
6. ↑  《地獄風暴》第一季於2021年2月23日在Disney+「星空」板塊播出[51]。
7. 1 2 3 4  當前譯名為暫定名稱，以便查詢。漫威影業仍未公佈官方英文片名或正式譯名。